# Senado de Bremen

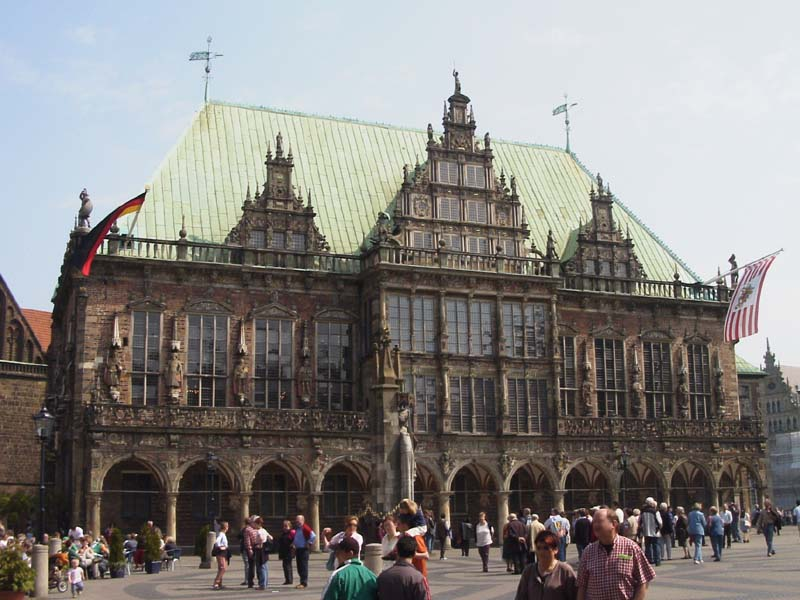
Ayuntamiento de Bremen, sede del Senado de Bremen

El Senado de la Ciudad Libre Hanseática de Bremen (Senat der Freien Hansestadt Bremen) es el gobierno de la Ciudad Libre Hanseática de Bremen. En Bremen existen desde la Edad Media diversas instituciones de tipo senatorial. El Senado actual está presidido por un Presidente, elegido por el Parlamento de Bremen, y el vicepresidente del Presidente, elegido por el Senado. Ambos funcionarios tienen el título de Alcalde. El cargo de Presidente del Senado corresponde al cargo de Ministro-Presidente en la mayoría de los demás estados de Alemania, mientras que los senadores son miembros del gabinete de manera similar a los ministros de otros estados.
De 2005 a 2015, Jens Böhrnsen fue Presidente del Senado y alcalde. En julio de 2015, Carsten Sieling se convirtió en el nuevo Presidente del Senado y alcalde. Desde 2019 desempeña el cargo Andreas Bovenschulte.